# Hololena nedra
Hololena nedra là một loài nhện trong họ Agelenidae.
Loài này thuộc chi Hololena. Hololena nedra được Ralph Vary Chamberlin & Wilton Ivie miêu tả năm 1942.